# Emma Abbott
Emma Abbott (Chicago, 9 de diciembre de 1850-Salt Lake City, 5 de enero de 1891) fue una cantante de ópera soprano estadounidense.

Recibió la educación artística de su padre, que era profesor de música, en Peoria. En 1859 debutó como cantante y guitarrista en Peoria. Conoció a la cantante Clara Louise Kellogg, quien la estimuló a realizar sus estudios en Nueva York. Fue alumna de Achille Errani en Nueva York, de Sangiovanni en Milán, y de Delle Sedie en París. Alrededor de 1870 se convertiría en soprano solista en la Iglesia de la Divina Paternidad.

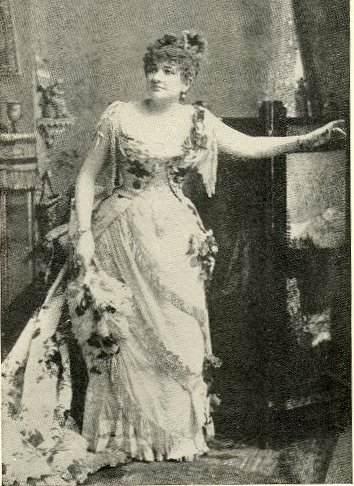
Emma Abbott.

En el año 1877 comienza su carrera operística en el Covent Garden de Londres, bajo la dirección del Coronel Mapleson, con La fille du régiment, interpretando el papel de "Marie". A su regreso a su país natal, Estados Unidos, Emma fundó una compañía de ópera con su nombre, que se llamó "Emma Abbott English Grand Opera Co.", con la que realizó conciertos por Estados Unidos y conquistó una enorme popularidad. Entre sus actuaciones más destacadas se encuentran La Traviata, Romeo y Julieta, H.M.S. Pinafore, Marta de Betania, Paula et Virgine, y La Sonnambula. En 1873 contrajo matrimonio con Eugene Wetherell, el director de su compañía.
Murió en 1891 en Salt Lake City de neumonía a la edad de 40 años.